# Paul Grimault

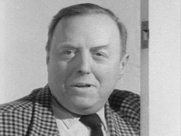
Paul Grimault in 1961

Paul Grimault (Neuilly-sur-Seine, 23 maart 1905 - Le Mesnil-Saint-Denis, 29 maart 1994) was een Franse tekenaar, animator, filmregisseur en tekenfilmproducent.

## Biografie
Paul Grimault groeide op in het plaatste Brunoy, verhuisde naar Normandië en vervolgens naar Parijs. Hij studeerde van 1919 tot 1922 aan de kunstacademie Germain-Pilon. Daarna ging hij werken voor het kunstatelier Pomone totdat hij in 1926 in militaire dienst moest. Na zijn diensttijd keerde hij terug naar Parijs en vond een baan als meubelontwerper bij de firma Soubrier, en daarna in 1928 bij Dennery en van 1929 tot 1931 bij het reclamebureau Damour. Daar ontmoette hij Jean Aurenche die later een van de belangrijkste scenarioschrijvers van Frankrijk werd.
Vanaf 1929 werkte hij samen met Aurenche en tekende hij reclamefilms. In de jaren dertig leerde hij de broers Prévert kennen, Jacques en Pierre, en werd hij lid van de Groupe Octobre.
In 1936 begon Paul Grimault zijn eigen tekenfilmproductiebedrijf Les Gémeaux. Hij maakte verschillende reclamefilms totdat de oorlog uitbrak. Na de demobilisatie van het Franse leger kon hij dankzij een contract met de Loterie Nationale weer verder werken aan zijn film Gô chez les oiseaux. De film komt in 1943 uit onder de titel Les Passagers de la Grande Ourse.
Na de Tweede Wereldoorlog werkt hij weer samen met Jaques Prévert, die voor hem het scenario schrijft voor de tekenfilm Le petit soldat. De twee besluiten de samenwerking voort te zetten en werken aan een langere tekenfilm naar een sprookje van Hans Christian Andersen, La bergère et le ramoneur, Het Herderinnetje en de Schoorsteenveger.
Toen alle scènes af waren ontstond er onenigheid met de werkgevers over de montage. Uiteindelijk vertrok Grimault en werd de film zonder zijn medewerking in 1953 voltooid .
Hij richtte opnieuw een eigen productiebedrijf op en werkte samen met Jacques Prévert aan meerdere films. In 1966 wist hij de uitgaverechten op La bergère et le ramoneur te heroveren en in 1976 maakte hij samen met Prévert een nieuwe versie onder de titel Le Roi et L’Oiseau (1980). De film komt uiteindelijk pas in 1980 uit. In 1988 maakt hij zijn laatste film.

## Prijzen
Gedurende zijn carrière als tekenfilmtekenaar en producent won hij de volgende prijzen:
- César d’Honneur (Frankrijk)(1989)
- Prix Louis Delluc (Frankrijk) - voor Le Roi et l'Oiseau (1979)
- Grote Prijs, Festival Rio di Janeiro (Brazilië) - voor Le Petit Soldat (1951)
- Grote prijs voor animatiefilm, Praags Filmfestival (Tsjechoslowakije) - voor Le Petit Soldat (1950)
- Internationale Prijs - Filmfestival Venetië - voor Le Petit Soldat (1948)
- Internationale Prijs - Filmfestival Venetië - voor la Bergère et le Ramoneur (1952)
- Prix Émile Reynaud (Frankrijk) - voor l'Epouvantail (1943)